# Festa di Maria Santissima del Monte
La festa della Madonna Santissima del Monte, detta anche Festa di Maria del Monte o Festa del Monte (Festa di lu munti in siciliano)  è un secolare evento religioso e civile, con una tradizione radicata fin dal 1503, che si svolge annualmente a Racalmuto la seconda settimana di luglio, dedicato alla compatrona e, dal 1938, Regina di Racalmuto.
La festa riveste un ruolo fondamentale, sia dal punto di vista sociale che da quello culturale per la comunità racalmutese.
È vissuta con grande attaccamento da tutta la cittadinanza ed è caratterizzata da forti passioni e sentimenti che ne esprimono valori e contraddizioni. Dal secolo scorso è celebrata anche nella città di Hamilton, in Canada, per via della forte presenza italiana.
Ogni anno attira migliaia di visitatori, circa diecimila.

## Origine
(Leonardo Sciascia, "Quel che Voltaire si è perso")
A causa delle invasioni barbariche, attorno al VIII secolo, era numerosa la distruzione delle immagini sacre, a causa dei cosiddetti iconoclasti; contestualmente, anche l'imperatore bizantino Leone III Isaurico aderì al movimento del paulicianesimo ed a partire dal 730 emanò una serie di editti volti ad eliminare il culto delle immagini sacre all'interno dell'Impero.

Stemma della famiglia Del Carretto, marchesi di Savona e del Finale

Per il suddetto motivo, secondo lo storico Corrado Lancia di Brolo, molte immagini furono seppellite dagli stessi fedeli così da garantirne la protezione. Rinvenute nei secoli successivi, alcune furono oggetto di venerazione; sebbene quindi la Madonna del Monte sia stata realizzata in epoca di molto posteriore, si ricordi che nel XVIII secolo era usanza rivestire le immagini sacre di miracoli.
Una versione della leggenda fu redatta da Don Bonaventura Caruselli che ne compose un dramma in versi attorno al 1848, ma edito a Palermo nel 1856.

### Gioeni e Del Carretto: una storica rivalità

Cotta d’armi della famiglia Gioeni, discendente in linea retta dai Duchi d’Angiò.

Paolo Del Carretto, fratello di Ercole che nel 1503 era Signore di Racalmuto, nello stesso anno offese un membro dei Barresi, potente famiglia di Castronovo, venendo in seguito ucciso dagli stessi; la vittima fu tuttavia vendicata dal legittimo erede, Giovanni III del Carretto, il quale uccise a sua volta due membri della famiglia Barresi.

## Leggenda
(Bonaventura Caruselli, "Maria Vergine del Monte in Racalmuto")
La festa ha origine da un’antica e suggestiva leggenda riguardante il simulacro.
Da una memoria scritta da Francesco Vinci attorno al 1760, si apprende che, nel 1503, il principe Eugenio Gioeni di Castronovo compì un viaggio in Africa per curare l’ipocondria, accompagnato da parenti di Palermo e settanta membri della servitù. Dopo aver trascorso cinque anni in Libia, un giorno scoppiò un temporale, che portò il principe ed i suoi accompagnatori a rifugiarsi in una grotta.
Scampato il temporale, rinvennero nella spelonca un muro a secco dietro il quale, una volta abbattutolo, rinvennero una magnifica statua di Madonna odigitria, con in braccio l'infante Gesù. Il Gioeni percepì il miracolo come una promessa di guarigione dalla malattia e, promesso di dedicare alla Madonna un tempio ex voto, in maggio fece vela verso la natia Sicilia.
Il principe sbarcò a Punta Bianca, presso Agrigento, dando ordine di trasportare la Madonna su un carro trainato da sei buoi alla volta di Castronovo.
Giunta a Racalmuto una domenica di maggio, la carovana fece sosta alla chiesa di Santa Lucia per dissetarsi. Il luogo era allora governato dal conte Ercole del Carretto, nonché marchese di Savona e del Finale, il quale inviò il fidato paggio Ambrogio per indagare il motivo dell'agitazione e dell'assembramento sulla strada, motivati da un sogno compiuto la notte precedente.

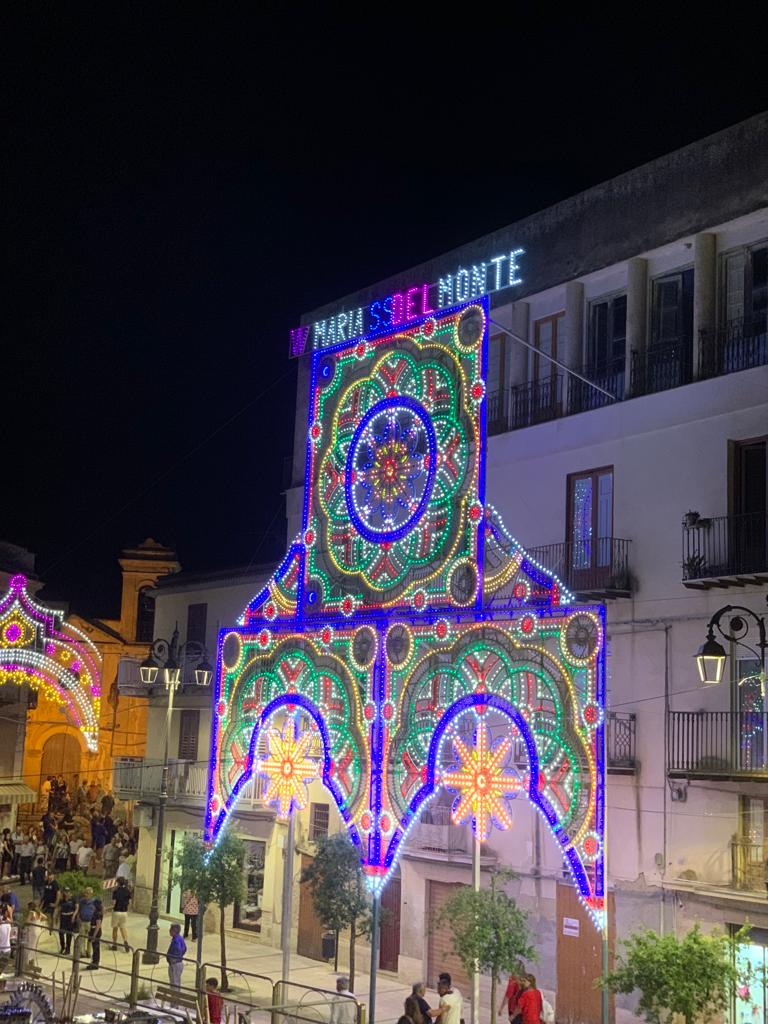
Luminarie in occasione della festa del Monte in piazza Crispi, con scritto: "W Maria Santissima del Monte".

Incontratisi nelle vicinanze del Castello, alla vista della splendida Madonna il conte si offrì di pagare tanto oro quanto pesava la statua, ottenendo un secco rifiuto dal Gioeni; allorché, lo scudiero di questi Ferdinando, gli riferì che la statua era diventata pesantissima ed i buoi si erano inginocchiati non volendo più spostarsi.
(Leonardo Sciascia, "Le parrocchie di Regalpetra")

L'incoronazione di Maria Santissima del Monte a Regina di Racalmuto, il 12 giugno 1938

Inizialmente, il principe Gioeni pensò ad un tradimento da parte del Carretto, così entrambi sguainarono le spade in procinto di combattere, ma furono interrotti dalle grida del popolo che adorava la Madonna. 
Abbandonati i suoi propositi, il principe tornò nella sua Castronovo, mentre invece la statua venne collocata proprio nella chiesa di Santa Lucia in cui, tra il 1737 ed il 1747, è stato edificato il Santuario a Maria Santissima del Monte.
La leggenda è raffigurata in due quadri databili tra il 1628, in cui venne costruita la chiesa di San Giuseppe, ed il 1688, anno della dipartita di padre Giuseppe Lo Sardo. Collocati in precedenza nella sagrestia, sono stati recentemente restaurati su commissione del rettore Luigi Mattina, insediatosi dal 1971, e oggi esposti nel Santuario.
Raffigurano, rispettivamente l'arrivo della statua a Punta Bianca ed il suo arrivo a Racalmuto.

## Il Santuario

Il simulacro della Madonna di fronte al Santuario a lei dedicato.

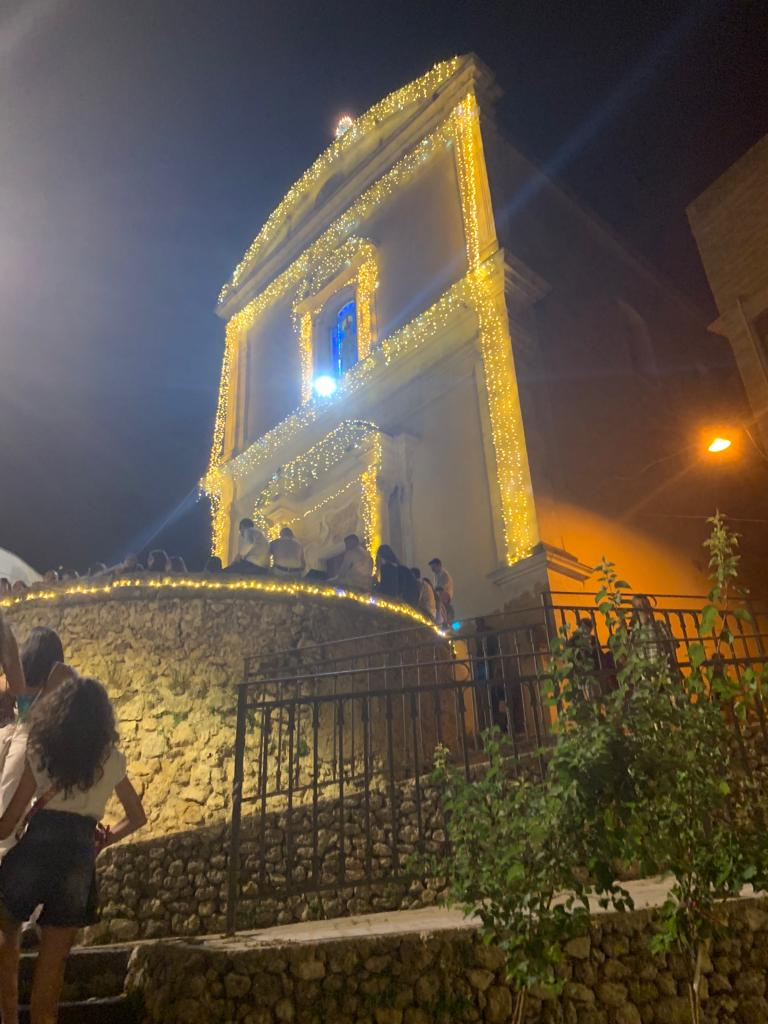
Il Santuario dedicato a Maria Santissima del Monte, comunemente chiesa del Monte, visto lateralmente.

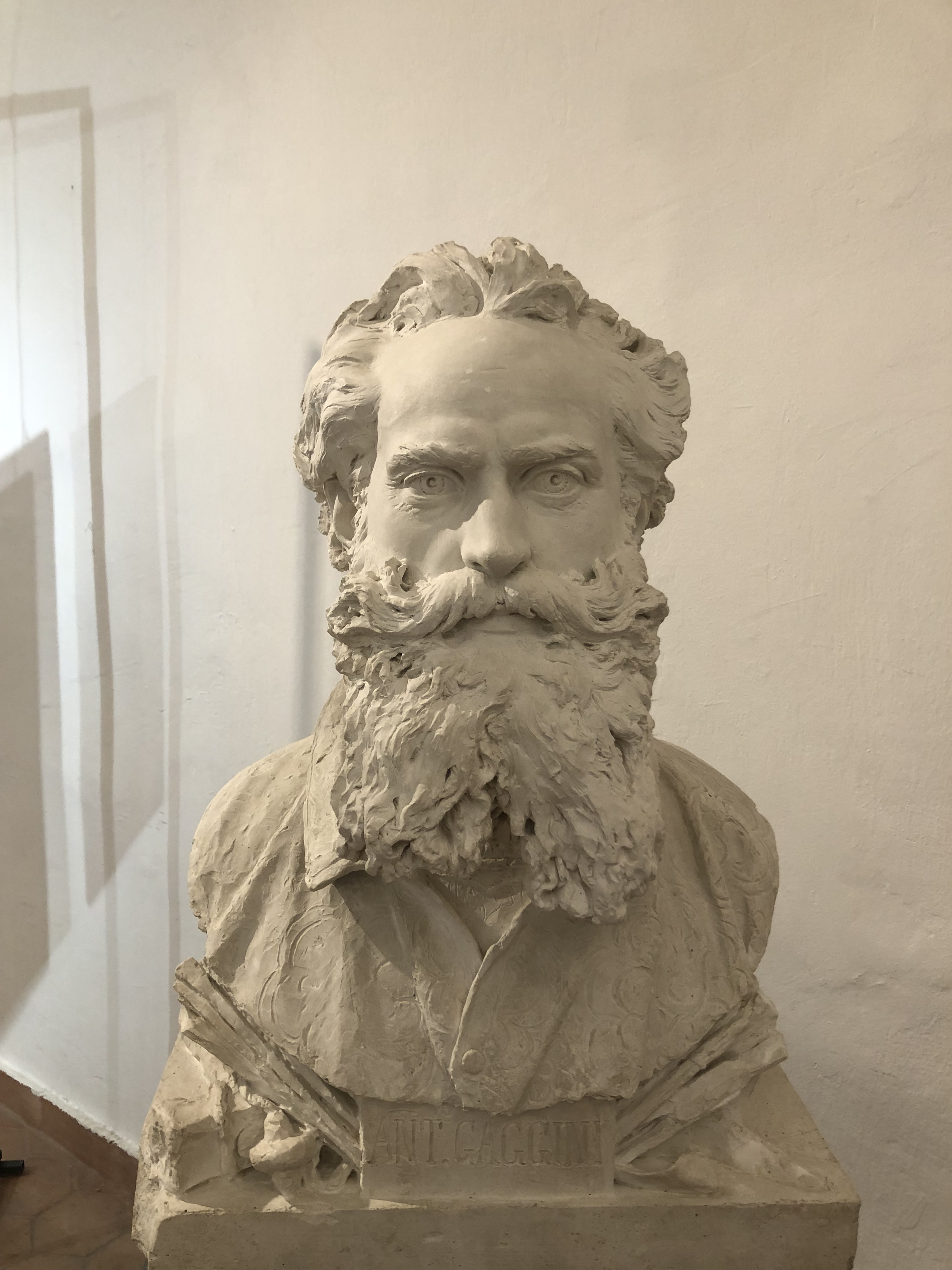
Lo scultore Antonello Gagini in un gesso di Giuseppe Frattallone.

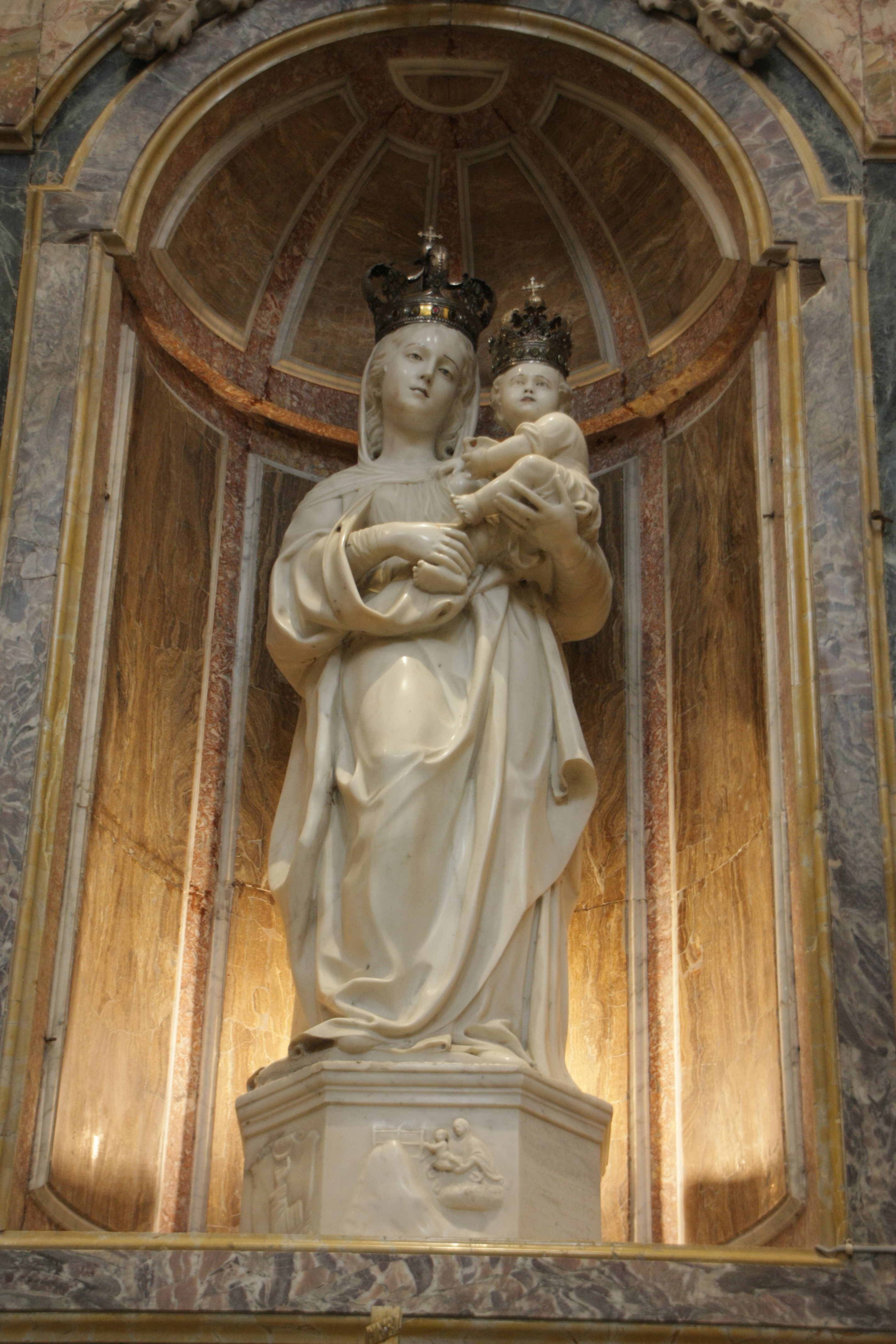
La Madonna del Monserrato di Antonello Gagini a Caltagirone, scolpita nel 1616, è di fattura simile alla Madonna del Monte di Racalmuto.

La chiesa a Maria Santissima del Monte venne edificata per volere del sacerdote Pietro Signorino, che ottenne l'autorizzazione dal Vescovo di Girgenti, Monsignor Lorenzo Gioeni.
Il chierico spirò il 10 aprile 1747, nominando la Vergine sua erede universale, con l'obbligo di una messa quotidiana.
Intorno al 1883 la chiesa, con rettore Ignazio Tirone, fu restaurata dai fratelli Grisafi su progetto di Dionisio Sciascia, e terminata otto anni più tardi, nel 1891. Ulteriore decorazione fu sostenuta dalla baronessa filantropa Mariangela Tulumello. 
L'edificio venne elevato a Santuario da Monsignor Giovanni Battista Peruzzo il 24 maggio 1940.

### L'altare
La custodia della Madonna- alta quasi sei metri- fu fatta realizzare dal governatore Antonino Lo Brutto nel 1767, sotto la quale vi sono conservate reliquie di altri santi quali, ad esempio: San Teofilo, Santa Reparata, Santa Giustina, San Acacto, San Innocenzo Martire, Sant'Onesto, Sant'Onorio.

## Svolgimento
(Leonardo Sciascia, "Le parrocchie di Regalpetra")

Leonardo Sciascia alla festa del Monte nel 1983.

Luminarie sul Corso Garibaldi durante la festa

La festa della Madonna del Monte com’è conosciuta oggi ebbe origine probabilmente intorno al 1747, anno della costruzione del nuovo Santuario, diventando più solenne tra il 1777 ed il 1781, alla comparsa dei Ceri, assumendo un forte significato anche esteriormente.
Fino a quel punto, infatti, le Associazioni di borghesi, ogliari, commercianti di ceriali e mugnai, si riunivano all'altare del Santuario, offrendo la cera alla Vergine ex voto per grazia da ricevere o per grazia ricevuta, nel contesto di ragioni familiari, affettive o legate all'auspicio di buon raccolto.
La festa, che fino ai primi anni '50 si svolgeva nel mese di maggio e poi fino agli anni ‘80 a giugno, fu spostata a luglio per consentire agli emigrati di assistere alla processione.

### La novena
(Giuseppe Pitrè, Spettacoli e feste popolari siciliane, in "Biblioteca delle tradizioni popolari siciliane")

Il Santuario visto frontalmente, con la ripida scalinata di 42 gradini, in una fotografia degli anni '80.

La festa è preceduta dalla recita di una novena, che negli ultimi giorni di mercoledì e giovedì è dedicata, rispettivamente alle Vocazioni religiose, alle anime consacrate e alle associazioni parrocchiali per liturgie particolari un giorno; quello seguente è dedicato agli ammalati di mattina e ai giovani di sera per liturgie proprie.
La kermesse propriamente detta si svolge tradizionalmente nella seconda settimana di luglio con una durata di cinque giorni, iniziando il venerdì e proseguendo fino al martedì.
La festa religiosa si concentra però tra il venerdì e la domenica. I giorni successivi si è svolto, tradizionalmente nella piazza Crispi, un concerto di musica leggera tra i cui cantanti si annoverano artisti del calibro di Iva Zanicchi, Severino Gazzelloni con il suo flauto dorato, i Cugini di Campagna ed altri ancora.

### Venerdì
(Leonardo Sciascia, Reversibilità, in "Il mare color del vino")

Banda musicale sul Corso Garibaldi, alla fine degli anni '70

Le celebrazioni iniziano con ventuno scoppi di cannone sparati alle 18:00 in Piazza Barona, mentre la banda comunale “Giuseppe Verdi” suona per le vie della città: inizia così la festa vera e propria.
Seguono numerosi applausi, e da qui il tradizionale detto “sbampà la festa” (sta andando a fuoco).
Nella processione serale, tradizionalmente alle 20:30, la Madonna viene trasportata per la città in una processione detta di "Trionfo" o della "Fiaccolata", rievocando il momento dell’arrivo trainata dai buoi sopra un carro rustico e preceduta da due file di persone con fiaccole variopinte. Successivamente, dalle 22:30, si svolge la sfilata del corteo con personaggi in sontuosi costumi d’epoca.
Giunto il carro in Piazza Crispi, la principale del paese, si svolge un’affascinante recita scritta dal sindaco Eugenio Napoleone Messana nel luglio 1978, rivista in seguito, nel 1982, da Nicolò Macaluso e Piero Carbone: l’interpretazione attuale ha sostituito l’originaria versione del Caruselli, in disuso dal 1955, con un testo più moderno.
Anche in questo caso, una rievocazione storica con protagonisti il Conte Ercole Del Carretto, signore di Racalmuto, e il principe Eugenio Gioeni, del vicino paese di Castronovo, accompagnati dallo scudiero Ferdinando e dal paggio Ambrogio, con tutto il seguito di cortigiani.
Il testo attuale si segnala per la maggiore presenza di personaggi femminili, come la Contessa di Racalmuto, lo spostamento della rappresentazione dalla domenica al venerdì ed inoltre l’introduzione del personaggio di Giacinto in funzione di prologo.

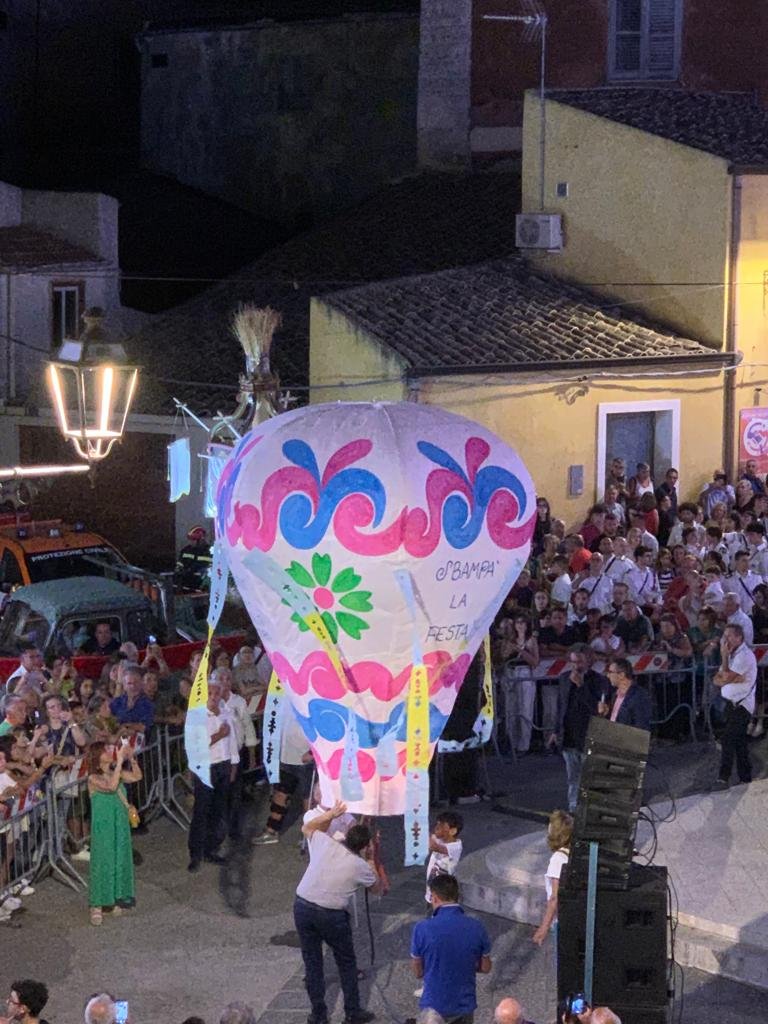
Pallone aerostatico in piazza Crispi, con scritto: "Sbampà la festa".

### Sabato
(Giuseppe Pitrè, Spettacoli e feste popolari siciliane, in "Biblioteca delle tradizioni popolari siciliane")
I festeggiamenti continuano il sabato con la sfilata dei tradizionali ceri da parte delle confraternite dei Borghesi (burgisi), degli Ogliari (ugliara), dei Commercianti Cerialicoli (cicirara) e dei Mugnai, ad oggi non più presente, a cui dal 2023 si è aggiunto un quarto carro dedicato agli emigrati racalmutesi nel mondo ad opera dello scultore Giuseppe Agnello. 

Statua di Leonardo Sciascia sul marciapiede del Circolo Unione.

(Leonardo Sciascia, "Le parrocchie di Regalpetra")

### Ceri o Cilii
Tali strutture sono dette blannuna, dallo spagnolo “Blandon”, che significa appunto grande cero, e dalla fine del Settecento sfilano lungo le vie principali del paese. Questi avevano la funzione di illuminare il cammino dei devoti, fondandosi sull'antico rito pagano simboleggiante la fiamma di luce che squarcia l'oscurità delle tenebre.
La candelora, meglio nota con i suoi equivalenti siciliani “cannalora” o “ciliu” (“cereo”) rappresenta l'offerta della cera alla santa patrona, attraverso torce da bruciare o ardere per atto devozionale o per accompagnare la celebrazione degli uffici divini: prima dell'illuminazione pubblica, istituita dal sindaco Gaspare Matrona, avevano anche la funzione di rischiarare la piazza e il corso principale, da cui passavano.
Una festa delle candelore fu istituita nel 492 da papa Gelasio I oppure, secondo altri, da papa Sergio I nel 687.

Il cero dei borghesi, il più grande, risale al 1888, ed è adornato di vessilli raffiguranti la Madonna e spighe di grano.

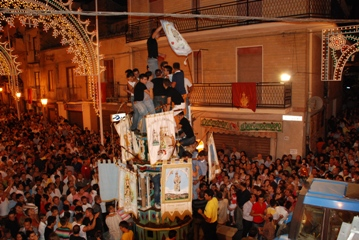
La "presa del Cero" dei borghesi nel 2015, con il tradizionale stendardo ricamato in oro.

Il sabato sera, giunto nel Corso Garibaldi, a 150 metri dal Duomo, il cero dei borghesi si arresta: a questo punto tradizionalmente gli scapoli, che hanno fatto promessa di matrimonio entro l’anno, lottano per conquistare lo stendardo in oro.
Formatisi le fazioni a sostegno dell’uno o dell’altro, i giovani si azzuffano tra di loro giungendo anche alle mani pur di impadronirsi dell’agognata bandiera, pitturata o ricamata a mano con bordi in oro su commissione del vincitore dell'anno precedente: colui che riesce per primo ad afferrarla viene nominato vincitore, che rimane trionfatore con lo stendardo in mano fino all'arrivo in chiesa.
Nello stesso giorno si svolgono, sempre in piazza Crispi, dei concerti folkloristici e spettacoli pirotecnici sulle musiche di Strauss.
In precedenza, alle 18:30, nella piazza Crispi si rappresentavano anche delle opere classiche di compagnie illustri, che provenivano dal Teatro Massimo di Palermo o dal Teatro Stabile di Catania.
Alle ore 2:00 del mattino vi è lo scoppio di fuochi artificiali presso Piazza Barona.

### Domenica
Una tale prescrizione dice del gusto raffinato, sottile dei racalmutesi in fatto di cibi, anche i più semplici.»
(Leonardo Sciascia, "Occhio di capra")

#### Mattina: le Promesse

Esempio di prummisioni o processioni lungo la scalinata del Santuario.

Prummisioni a Racalmuto negli anni '80 del secolo scorso.

Infine la domenica mattina si tengono le consuete prummisioni o promesse in cui i devoti salgono su cavalli riccamente bardati la ripida scalinata del santuario, di ben quarantadue gradini, consegnando alla Madonna dei doni per grazia ricevuta, al termine di cui segue la Santa messa alle ore 12:00, dopo la quale uno sparo di moschettoni in Piazza Barona.
In origine i contadini, non potendo offrire alcun dono materiale, promettevano alla Madonna di salire con il cavallo o con il mulo la lunga e ripida scalinata, impresa altamente rischiosa anche per la propria vita.

#### Serata: la Processione

La festa del Monte nel 1988, nel cinquantesimo dell'Incoronazione di Maria del Monte a Regina di Racalmuto.

Le celebrazioni si concludono la domenica sera stessa, con la processione del simulacro mariano, fiancheggiato da infanti in costume di angioletti, su di un carro a forma di nave riccamente addobbato con vistosi fiori, il quale rievoca la venuta dal mare.
Al canto del Magnificat dopo le ore 20:00, un lungo corteo si dirige verso la Piazza Crispi, aperto da due buoi e composto da cavalli ornati a festa e cavalieri settecenteschi.
Giunto alla meta viene celebrata la messa, al termine della quale vengono lanciati dei grandi palloni aerostatici. Come il giorno precedente, vengono sparati alle ore 2:00 dei colpi di cannone in Piazza Barona ed, esploso l'ultimo colpo, tradizionalmente si conclude la festa al grido di "Viva Maria Santissima del Monte".

## La festa negli Stati Uniti d'America

### Ad Hamilton

#### Storia

Caratteristiche prummisioni o promesse la domenica della festa.

La città di Hamilton, in Canada, è stata principale luogo di emigrazione dei racalmutesi che qui si stabilirono a partire dal 1867. Nel 1910 venne costruita la prima chiesa cattolica per gli immigrati e dedicata inizialmente a Sant'Antonio da Padova per volontà del sacerdote John Bonomi, di origini padane, nonostante la forte opposizione degli stessi fedeli che volevano intitolarla proprio alla Madonna del Monte; di conseguenza, il Vescovo Thomas Dowling decise l'attuale denominazione di "All Souls' Church", letteralmente "Chiesa di tutte le anime".
Fu però a partire dal 1945 che l'emigrazione raggiunse livelli consistenti, giungendo ai circa 30.000 racalmutesi di oggi dei quali un terzo di origine oriunda.

#### Amicizia

La chiesa cattolica di All Souls' Church, ad Hamilton.

Con il desiderio di legarsi maggiormente alla madrepatria fu fondata, negli anni venti del Novecento, un'associazione di Mutuo soccorso che nel 1931 cambiò denominazione in "Fratellanza Racalmutese". Proprio detta società portò al gemellaggio tra i due paesi, siglato l'11 luglio 1986 a Racalmuto, tra i sindaci Robert Morrow e Calogero Sardo, mentre, l'anno successivo, ad Hamilton.
A rafforzare i legami fu l'istituzione di un "Corso Racalmuto" ad Hamilton, il 20 giugno 1993, nell'allora Murray Street. Luogo simbolico in quanto vi sorse la prima associazione italo-americana della città, la "Piccola Italia", nonché la già citata chiesa cattolica e l'associazione "Fratellanza Racalmutese". Lo stesso giorno, inoltre, venne inaugurata la "Bandiera del gemellaggio", che unisce gli stemmi dei due Comuni.
Il 25 settembre 1994, giorno successivo all'istituzione della Fondazione Leonardo Sciascia, anche a Racalmuto è stato istituito un "Viale Hamilton", alla presenza del sindaco della cittadina Salvatore Petrotto ed il suo omologo canadese Morrow.

#### Caratteristiche
Ad Hamilton, la festa della Madonna si svolge tradizionalmente la terza settimana di giugno attirando visitatori anche dal Canada e dagli Stati Uniti.

#### Promotori

Il Cavaliere Guido Ricca, grande promotore dei legami tra Racalmuto ed Hamilton.

Il maggiore promotore e finanziatore del rapporto tra Hamilton e Racalmuto è stato il cavaliere Guido Ricca (1933 – 2014). Emigrato in Canada a diciotto anni, Ricca è stato un ricco imprenditore arredista ed intellettuale, fondatore della "Leonardo Sciascia Foundation" nel 1999 e membro dei Cavalieri di Colombo.
(William Housson Sears, milionario e politico canadese.)

### A New York

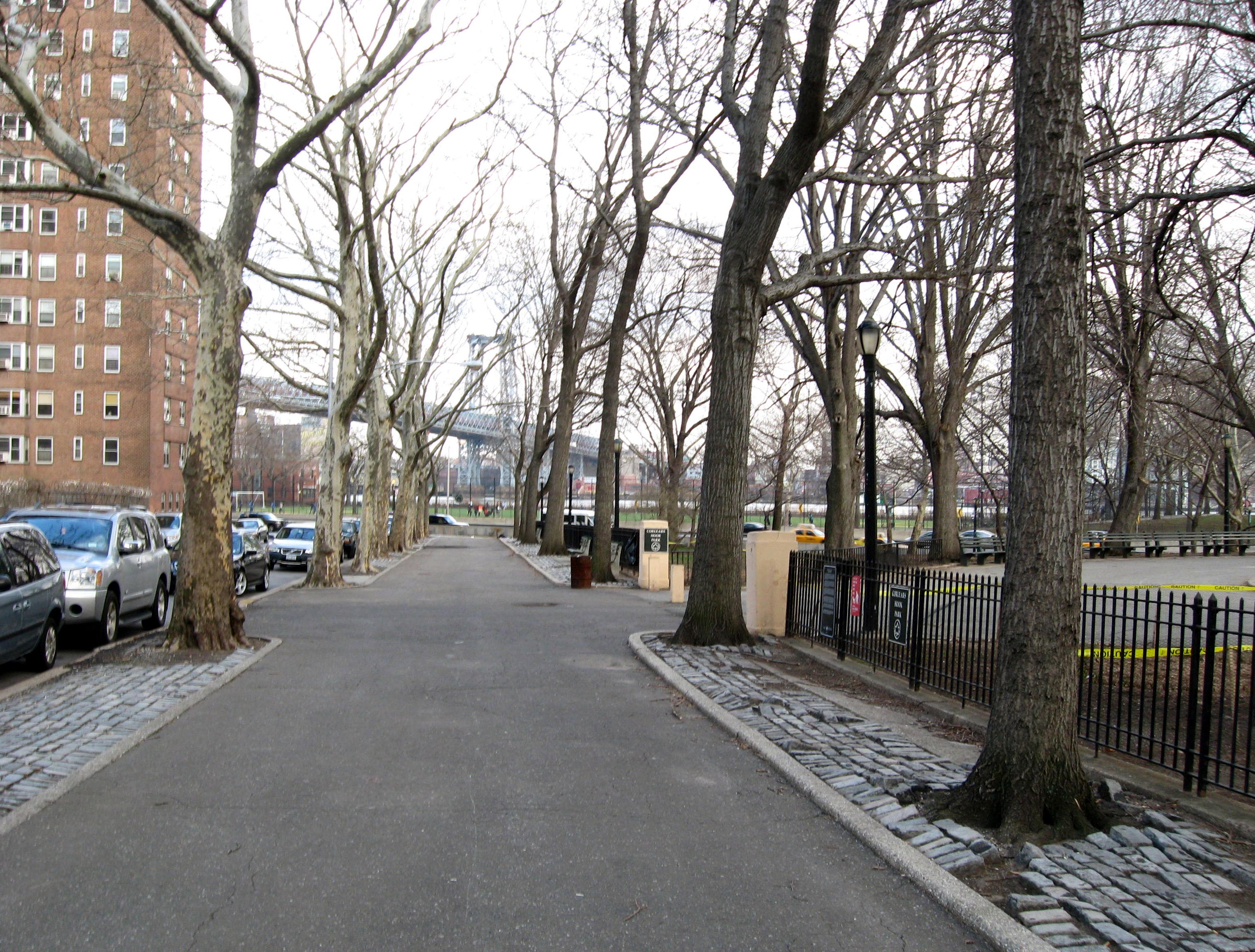
Cherry Street a New York, con il ponte di Manhattan sullo sfondo

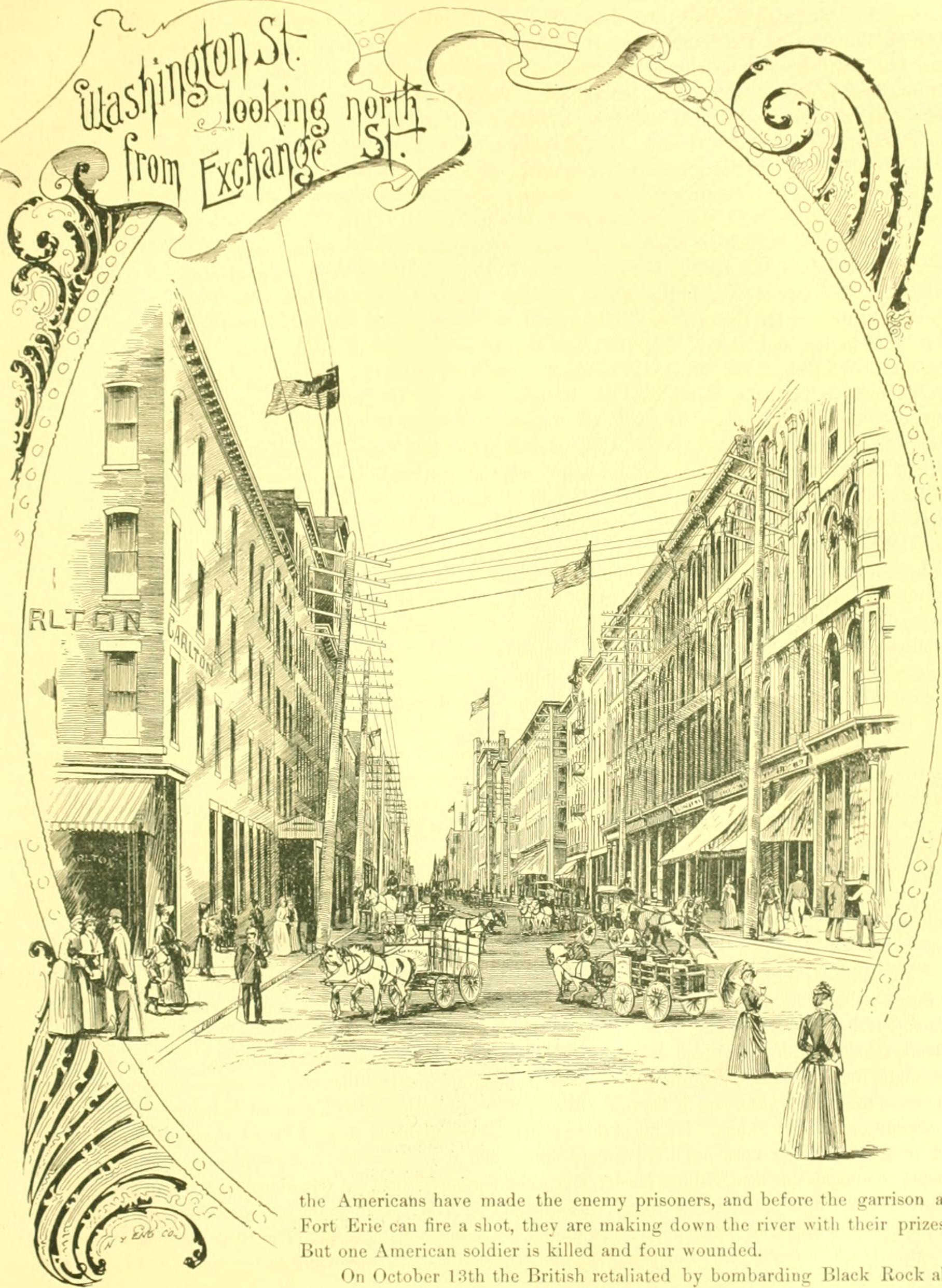
Illustrazione ritraente la città di Buffalo verso la fine dell'ottocento

Fino alla prima metà del XX secolo, la festa veniva celebrata anche nello stato New York intorno al mese di giugno. Riprendendo per la maggior parte quella di Racalmuto, si svolgeva nella cittadina di Buffalo e nella centrale via newyorkese Cherry Street, che nutrivano una consistente presenza italiana.
(Dal "New York Herald" del 1º giugno 1920)

## Preghiera alla Madonna
“O Maria, Vergine Santissima del Monte, nome con il quale, nello Spirito Santo, i profeti chiamano Cristo Gesù, o Immacolata Madre di Dio e Madre nostra, presidio e decoro, luce e speranza di Racalmuto e delle anime nostre, a Te ricorriamo, sotto il tuo mano ci rifugiamo, sicuri della tua materna protezione.
Conserva e ravviva la nostra fede in Gesù, vero Dio e vero uomo, crocifisso per noi e risorto, a gloria del Padre, per la nostra salvezza.
Guarisci le malattie e le piaghe delle anime e dei corpi, difendici da ogni male e pericolo, sostienici nelle tribolazioni, donaci forza e coraggio nelle difficolta, consolaci nei dolori, libera le Anime Sante del Purgatorio, tienici per mano e guidaci a Gesù, o clemente, o pia, o dolce Vergine Maria.”

## Curiosità
- Il paese di Castronovo di Sicilia, con cui condivide la storica rivalità, è gemellato con Racalmuto dal 1986.
- La statua della Madonna è scesa dall'altare soltanto tre volte: la prima in occasione del giorno dell'Incoronazione a Regina di Racalmuto il 12 giugno 1938 alla presenza del Vescovo di Agrigento, Monsignor Giovanni Battista Peruzzo, la seconda il 9 luglio 1988[17], con una liturgia celebrata da Monsignor Luigi Bommarito assistito dal Vescovo di Caltanissetta, Alfredo Maria Garsia. Il 3 luglio 2025, occasione dell’anno giubilare e nell’85° anniversario della Chiesa del Monte a Santuario, la statua venne deposta ancora una volta.[18]
- La festa della Madonna del Monte di Marta, nel Lazio, presenta dei momenti di festeggiamenti simili come nel coinvolgimento delle confraternite, nell'offerta di doni alla Madonna con prodotti agricoli e di artigianato su impalcature di legno che ricordano i ceri.[19]
- Descrive la festa Leonardo Sciascia nelle sue “Parrocchie di Regalpetra” (1953) e in “Feste religiose in Sicilia” (1965), così anche come lo storico Giuseppe Pitrè in “Spettacoli e feste popolari siciliane” del 1870.